# Klaudius František Vasari
Klaudius František Vasari, OSB (dříve též Vaszary, 12. února 1832, Keszthely, dnešní Maďarsko – 3. září 1915, Balatonfüred) byl uherský římskokatolický duchovní, benediktinský mnich, arciopat v Panonhalmě, ostřihomský arcibiskup, uherský primas a kardinál.

## Galerie

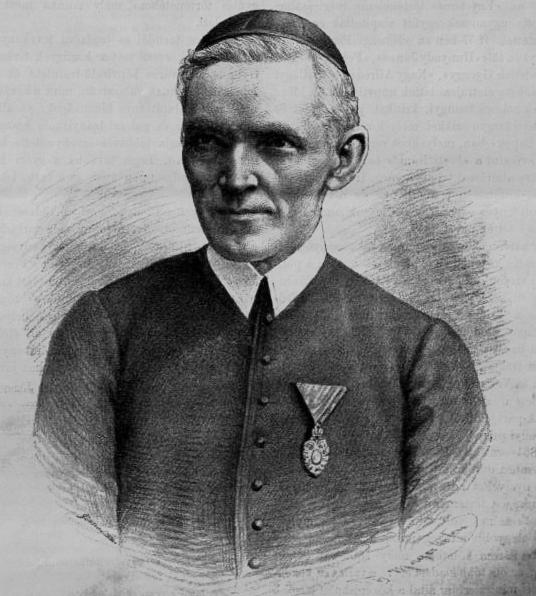
Portrét z deníku Vasárnapi újság ze 17. května 1885, z článku o jeho zvolení za arciopatem v Pannonhalmě
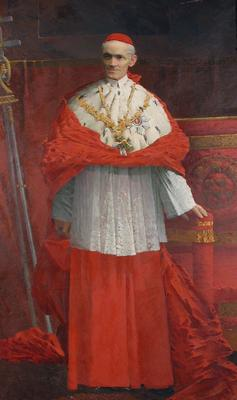
Portrét Kolosa Vaszaryho, 1892
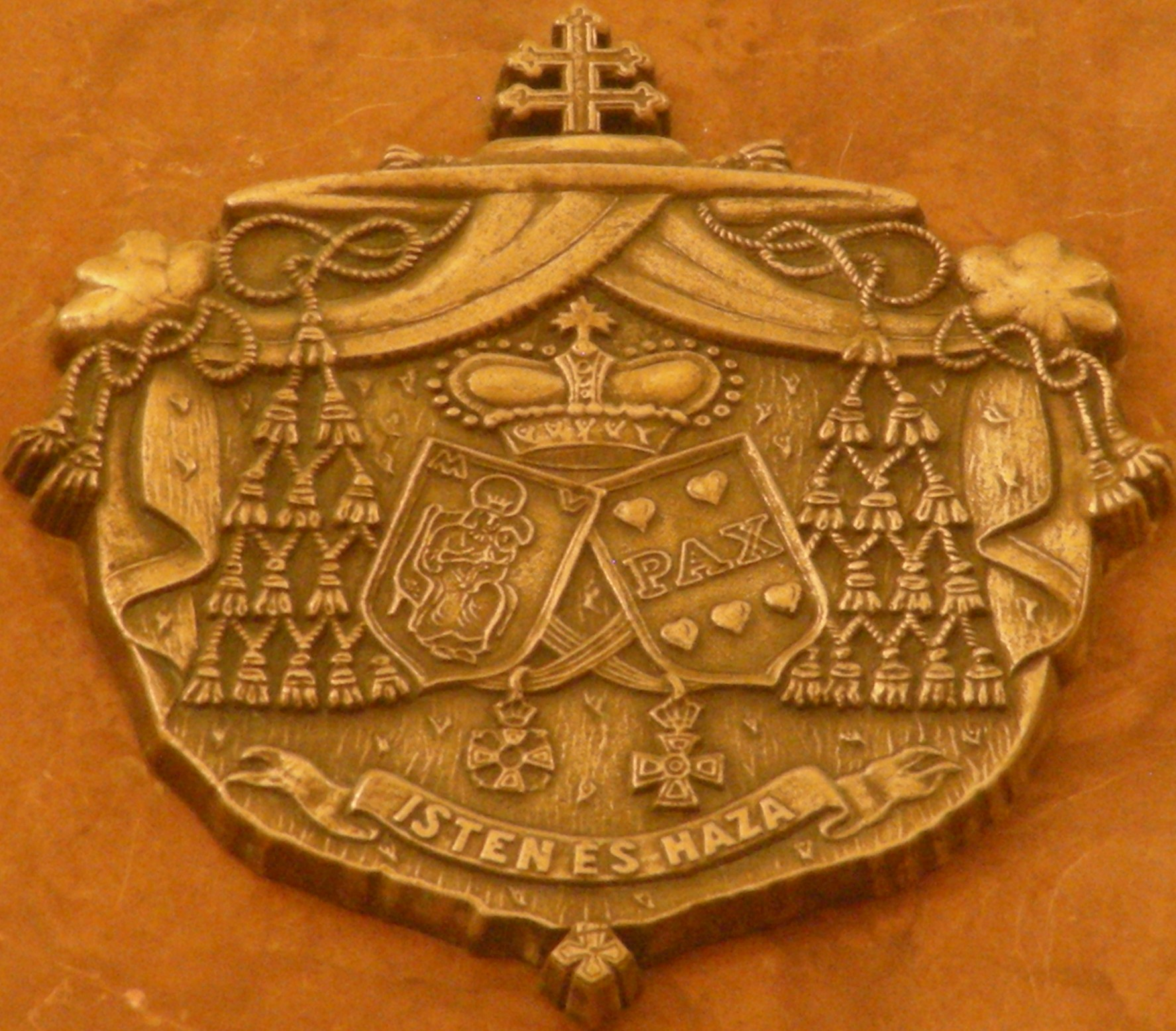
Vasariho erb na náhrobku v kryptě ostřihomské baziliky